# Sitovo (Bolyarovo)
Pour les articles homonymes, voir Sitovo.
Bolyarovo(en bulgare Ситово) est un village situé dans le sud-est de la Bulgarie.

## Géographie
Le village de Bolyarovo est située dans sud-est de la Bulgarie, à 355 km à l'est de Sofia.